# Perissandria lineata
Perissandria lineata är en fjärilsart som beskrevs av Warren. Perissandria lineata ingår i släktet Perissandria och familjen nattflyn. Inga underarter finns listade i Catalogue of Life.